# Pepparrotslandet
Pepparrotslandet, pjäs av Magnus Nilsson.
Uruppfördes på Teater Västernorrland 1999 i regi av Johan Huldt och turnerade därefter i hela Sverige med Riksteatern under våren 2000. Filmades för SVT 2002 i regi av Linus Tunström.

## Roller
Uruppsättningen på Teater Västernorrland/Riksteatern.
- Mormor Augusta - Elsie Höök
- Moster 1 - Victoria Kahn
- Hedvig - Annica Edstam
- Pappa Anton - Per Arvidsson
- Moster 2 - Ingrid Wallin
- Tjaffo - Lars T Johansson
- Hindemitt - Örjan Lidén